# Ричардс, Дин
Дин Айвор Ричардс (англ. Dean Ivor Richards; 9 июня 1974, Брадфорд, Великобритания — 26 февраля 2011, Лидс, Великобритания) — английский футболист, выступавший за  «Тоттенхэм Хотспур» (2001—2005).

## Карьера
В английской премьер-лиге дебютировал на позиции центрального защитника в составе «Брэдфорд Сити», затем перешёл в «Вулверхэмптон», за который провёл 145 матчей. В своем следующем клубе — «Саутгемптоне» признавался лучшим игроком команды сезона 1999/2000. Его приобретение в 2001 году «Тоттенхэмом» за 8,1 млн фунтов на то время стала рекордной суммой выплаченной за игрока, не заигранного в сборной Англии. Также привлекался в состав молодёжной сборной Англии.
Завершил карьеру в 2005 году из-за болезни, а с 2007 год работал в академии «Брэдфорд Сити».